# Киевское высшее военно-морское политическое училище

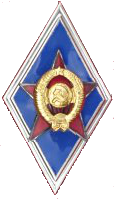
Нагрудный знак об окончании высшего военного училища или военного института.

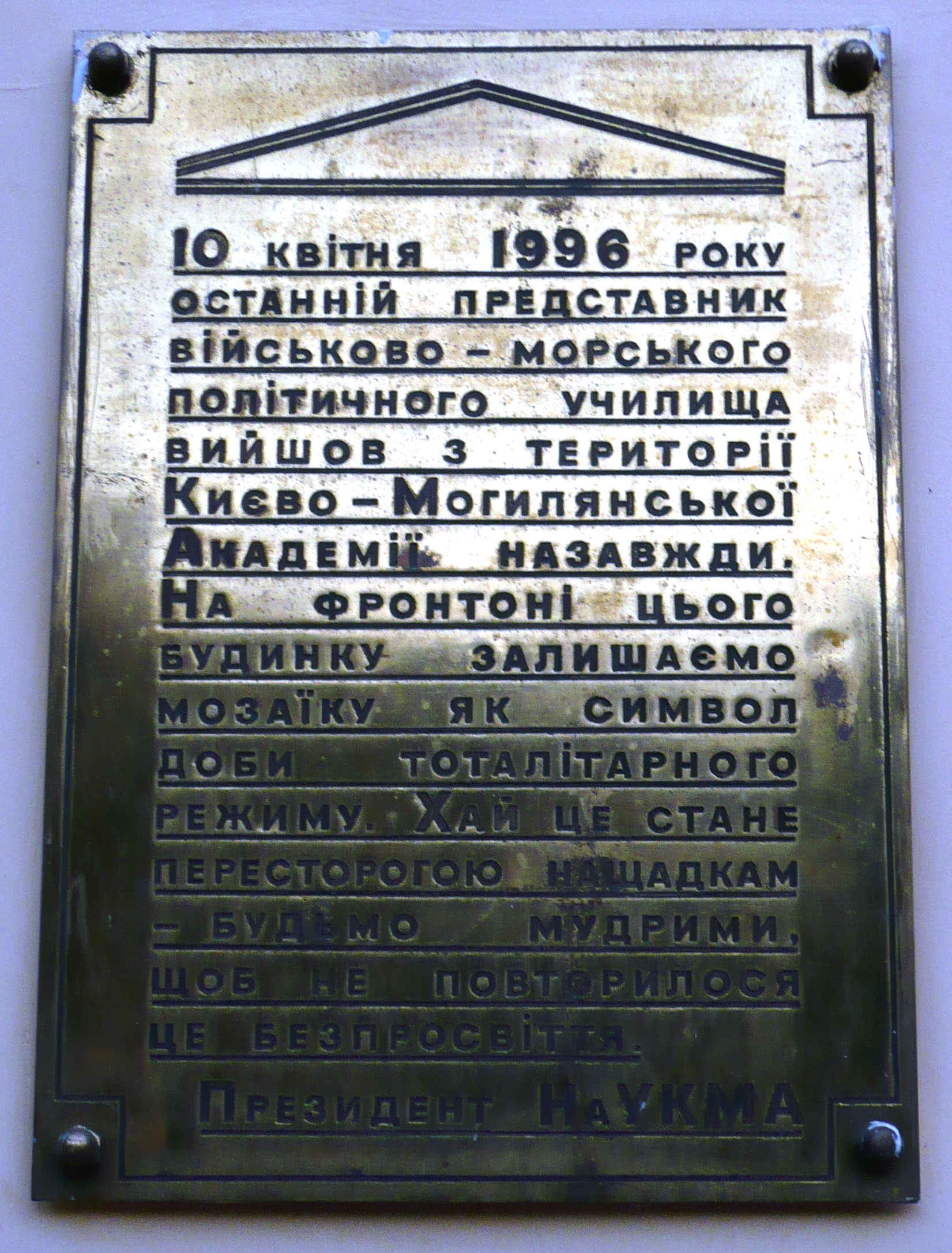
Табличка о сохранении на фронтоне бывшего учебного корпуса КВВМПУ мозаики с советскими символами.

Киевское высшее военно-морское политическое училище (укр. Київське вище військово-морське політичне училище) — высшее военно-учебное заведение Вооружённых Сил СССР. Было единственным в стране училищем, которое готовило политработников для кораблей и частей Военно-Морского Флота СССР. Училище размещалось в городе Киеве по почтовому адресу Контрактовая площадь дом № 14, в здании бывшей Киевской духовной академии. В годы гражданской и Великой Отечественной войны в здании находился штаб Днепровской военной флотилии.

## История
Киевское ВВМПУ открылось в 1967 году в соответствии с постановлением Центрального Комитета КПСС от 21 января 1967 года «О мерах по улучшению партийно-политической работы в Советской Армии и Военно-Морском Флоте».
В 1972 году училище было награждено Юбилейным почётным знаком ЦК КПСС, Президиума Верховного Совета СССР и Совета Министров СССР и ВЦСПС за высокие показатели в социалистическом соревновании в честь 50-летия образования СССР.
Главнокомандующий Военно-Морским Флотом СССР Адмирал Флота Советского Союза С. Г. Горшков, побывавший в Киевском ВВМПУ, отмечал: «В училище созданы все условия для подготовки высококвалифицированных офицеров-военных моряков, политических работников для нашего Военно-Морского Флота. Оборудование кабинетов, учебные, бытовые и клубные помещения оставляют хорошее впечатление и свидетельствуют о заботе командования и профессорско-преподавательского состава по их развитию и совершенствованию».
На счету курсантов училища было немало океанских плаваний. В практику входила стажировка курсантов выпускного курса на боевых кораблях, выполняющих сложные учебные задачи на просторах Мирового океана. На учебных кораблях «Гангут», «Смольный» и «Бородино» совершены несколько походов вокруг Европы. Курсанты КВВМПУ не раз пересекали Атлантику, побывали во многих портах Европы, в странах Африки, Латинской Америки, в столице острова Свободы — Гаване.
За большие успехи в профессиональной подготовке кадров для Военно-Морского Флота училище было награждено Почётной Ленинской грамотой и грамотой Президиума Верховного Совета УССР, переходящим Красным знаменем ЦК ВЛКСМ «Лучшей комсомольской организации высшего военно-морского учебного заведения».

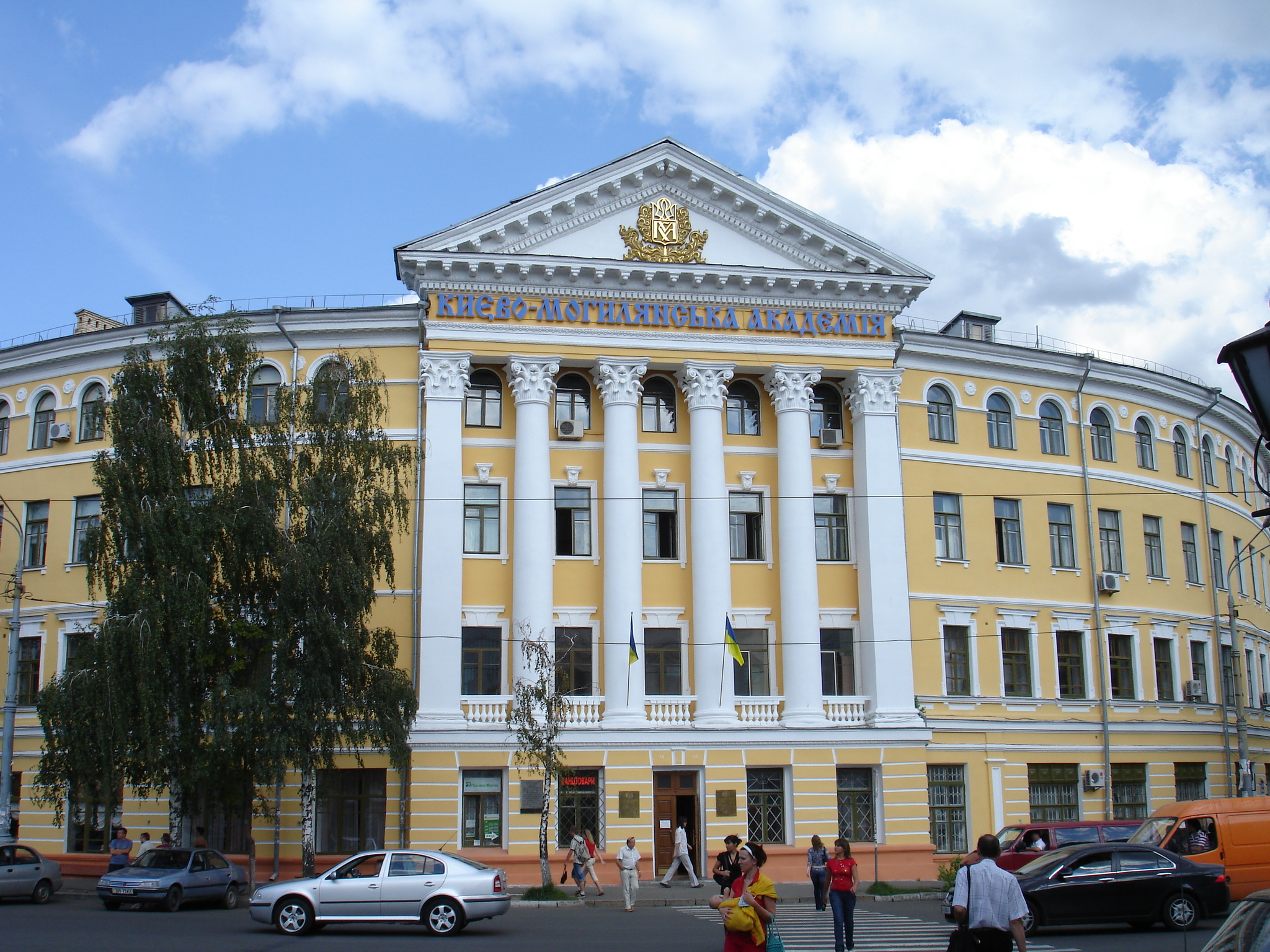
Современный вид одного из зданий КВВМПУ. В верхней части фасада размещены название и эмблема Киево-Могилянской академии.

Сейчас на территории бывшего КВВМПУ располагаются Киево-Могилянская академия и другие государственные организации Украины.

## Структура училища

### Кафедры
- Марксистско-ленинской философии
- Партийно-политической работы
- Истории КПСС
- Научного коммунизма
- Политической экономии и военной экономики
- Военной педагогики и психологии
- Иностранных языков
- Кораблевождения
- Технических средств кораблевождения
- Морской практики
- Физической подготовки и спорта
- Teoрии, устройства, живучести и электрооборудования корабля (ТУЖЭК)
- Тактики и боевых средств Флота
- Математики

## Начальники училища
- Капитан 1-го ранга Турчин Федор Филимонович (1967—1972)
- Вице-адмирал Каплунов Николай Сергеевич (1972—1983)
- Контр-адмирал Некрасов Владлен Петрович (1983—1985)
- Контр-адмирал Коровин Александр Михайлович (1985—1992)
- Капитан 1 ранга Каталов Анатолий Борисович (1992—1995)
- Капитан 1 ранга Коврыжко Валерий Викторович (1995—1996)

## Командиры и преподаватели
Забояркин, Александр Васильевич — (1925—1996) — участник Великой Отечественной войны, Герой Советского Союза, капитан 1-го ранга.
ЗУЕВ Юрий Павлович, (1927 - 2018), капитан 1 ранга, участник Великой Отечественной войны (в 1943 году в 16 лет учился в Школе Юнг на Соловецких островах, служил с января 1944 года на линкоре «Октябрьская Революция»), служил ЗКПЧ на ДПЛ пр.629 на КТОФе, кавалер ордена «Красной звёзды» за участие в «Карибском кризисе» , после окончания ВПА -  работал старшим преподавателем/начальником кафедры  военной психологии и педагогики , 1967 - 1977 г.г.